# Bodil Ryste
Bodil Ryste (* 26. Juli 1979 in Ørsta) ist eine norwegische Skibergsteigerin.
Bei der Europameisterschaft im Skibergsteigen 2007 erzielte sie beim Staffelwettbewerb gemeinsam mit Ellen Blom und Lene Pedersen den fünften und im Team mit Marit Tveite Bystøl den neunten Platz.
Im Jahr darauf erreichte sie bei der Weltmeisterschaft Skibergsteigen in der Staffel mit Ellen Blom, Lene Pedersen und Marit Tveite Bystøl den vierten Platz.